# Plover (Wisconsin)
Plover ist eine Gemeinde (mit dem Status „Village“) im Portage County im US-amerikanischen Bundesstaat Wisconsin. Das U.S. Census Bureau ermittelte bei der Volkszählung 2020 eine Einwohnerzahl von 13.519.

## Geografie
Plover liegt in der Mitte Wisconsins, an der Mündung des Plover River in den Wisconsin River, einen linken Nebenfluss des Mississippi.
Die geografischen Koordinaten von Plover sind 44°27′23″ nördlicher Breite und 89°32′38″ westlicher Länge. Das Gemeindegebiet erstreckt sich über eine Fläche von 27,95 km², die sich auf 26,81 km² Land- und 1,14 km² Wasserfläche verteilen.
Nachbarorte von Plover sind Whiting und Stevens Point (an der nördlichen Gemeindegrenze), Custer (16,3 km nordöstlich), Amherst Junction (21 km östlich), Amherst (21,4 km in der gleichen Richtung), Bancroft (17,9 km südlich) sowie Wisconsin Rapids (24,9 km westsüdwestlich).
Die nächstgelegenen größeren Städte sind Wausau (68,4 km nördlich), Green Bay am Michigansee (145 km östlich), Appleton (106 km ostsüdöstlich), Wisconsins größte Stadt Milwaukee (237 km südöstlich), Wisconsins Hauptstadt Madison (166 km südsüdöstlich), La Crosse am Mississippi (184 km westsüdwestlich), Eau Claire (196 km westnordwestlich) und die Twin Cities in Minnesota (326 km in der gleichen Richtung).

## Verkehr
Die Interstate 39 und der hier auf einem gemeinsamen Streckenabschnitt verlaufende U.S. Highway 51 führt in Nord-Süd-Richtung durch den Osten von Plover. Durch das Zentrum verlaufen in Nord-Süd-Richtung der Business US 51. Durch den Süden des Gemeindegebiets führt der Wisconsin State Highway 54. Alle weiteren Straßen sind untergeordnete Landstraßen, teils unbefestigte Fahrwege sowie innerörtliche Verbindungsstraßen.
In Plover treffen für den Frachtverkehr mehrere Eisenbahnstrecken der Canadian National Railway (CN) zusammen.
Mit dem Stevens Point Municipal Airport befindet sich 13,6 km nördlich ein kleiner Flugplatz. Der nächste Verkehrsflughafen ist der Central Wisconsin Airport in Mosinee bei Wausau (45,4 km nördlich).

## Geschichte
1844 wurde der Ort erstmals besiedelt und war Verwaltungssitz des Portage County. Im Jahr 1857 wurde Plover erstmals als „Village“ inkorporiert. Nachdem der County Seat nach Stevens Point verlegt worden war, verlor der Ort den Status als selbstständige Gemeinde. 1912 erfolgte eine erneute Inkorporation, die aber mehrmals rückgängig gemacht wurde. 1971 erfolgte die dritte Erhebung als Village of Plover.

## Bevölkerung
Nach der Volkszählung im Jahr 2010 lebten in Plover 12.123 Menschen in 4948 Haushalten. Die Bevölkerungsdichte betrug 452,2 Einwohner pro Quadratkilometer. In den 4948 Haushalten lebten statistisch je 2,44 Personen.
Ethnisch betrachtet setzte sich die Bevölkerung zusammen aus 92,8 Prozent Weißen, 0,5 Prozent Afroamerikanern, 0,4 Prozent amerikanischen Ureinwohnern, 3,8 Prozent Asiaten sowie 1,0 Prozent aus anderen ethnischen Gruppen; 1,5 Prozent stammten von zwei oder mehr Ethnien ab. Unabhängig von der ethnischen Zugehörigkeit waren 3,2 Prozent der Bevölkerung spanischer oder lateinamerikanischer Abstammung.
25,3 Prozent der Bevölkerung waren unter 18 Jahre alt, 63,7 Prozent waren zwischen 18 und 64 und 11,0 Prozent waren 65 Jahre oder älter. 50,9 Prozent der Bevölkerung war weiblich.
Das mittlere jährliche Einkommen eines Haushalts lag bei 59.721 USD. Das Pro-Kopf-Einkommen betrug 27.359 USD. 9,0 Prozent der Einwohner lebten unterhalb der Armutsgrenze.

## Bekannte Bewohner
- George W. Cate (1825–1905) – demokratischer Abgeordneter des US-Repräsentantenhauses (1875–1877) – lebte mehrere Jahre in Plover
- Dennis Hall (* 1971) – Ringer – aufgewachsen in Plover
- Luther Hanchett (1825–1862) – republikanischer Abgeordneter des US-Repräsentantenhauses (1861–1862) – lebte lange in Plover und ist hier beigesetzt
- Alexander S. McDill (1822–1875) – republikanischer Abgeordneter des US-Repräsentantenhauses – lebte mehrere Jahre in Plover